# Panhipersebast
Panhipersebast, en grec medieval πανυπερσέβαστος ('el més venerable de tots'), era un títol de la cort de l'Imperi Romà d'Orient creat per Aleix I Comnè (r. 1081-1118) a partir de l'arrel del títol imperial sebast (la traducció grega d'august). Sempre es donava als membres de les famílies aristocràtiques estretament vinculades a la família imperial.
Miquel Taronita, el cunyat d'Aleix I, va rebre aquest títol per primera vegada i es considerava d'una importància gairebé igual al de cèsar. Sota els emperadors de la Dinastia dels Comnens, panhipersebast era un títol que s'atorgava al gendre de l'emperador (gambroi). El marit de la filla gran rebia el títol de Cèsar, el marit de la segona filla era el panhipersebast, i els marits de la tercera i quarta filla rebien els títols de protosebastohipertat i sebastohipertat, respectivament. Nicèfor Brienni el Jove, casat amb Anna Comnena, filla d'Aleix I, va rebre també aquest títol, i algunes fonts diuen que va ser creat expressament per a ell.
El títol va ser molt important fins a l'època de la dinastia dels Paleòlegs, i era el més important just després del de Cèsar. Però sota Andrònic III Paleòleg (r. 1328-1341), quan el futur emperador Joan VI Cantacuzè va ser nomenat gran domèstic, aquest càrrec es va situar per damunt del de panhipersebast.